# Grasshopper Club Zürich 2004-2005
Questa voce raccoglie le informazioni riguardanti il Grasshopper Club Zürich nelle competizioni ufficiali della stagione 2004-2005.

## Stagione
Nella stagione 2004-2005 il Grasshoppers, allenato da Alain Geiger, Carlos Bernegger e Hanspeter Latour, concluse il campionato di Super League al 3º posto. In Coppa Svizzera il Grasshoppers fu eliminato al secondo turno dal Bellinzona.

## Rosa
| N. |                          | Ruolo | Calciatore       |
| -- | ------------------------ | ----- | ---------------- |
| 1  | Liechtenstein (bandiera) | P     | Peter Jehle      |
| 2  | Lettonia (bandiera)      | D     | Igors Stepanovs  |
| 4  | Svizzera (bandiera)      | D     | Roland Schwegler |
| 5  | Marocco (bandiera)       | C     | Tariq Chihab     |
| 6  | Svizzera (bandiera)      | C     | Gerardo Seoane   |
| 7  | Senegal (bandiera)       | A     | Demba Touré      |
| 8  | Svizzera (bandiera)      | D     | Igor Hürlimann   |
| 9  | Svizzera (bandiera)      | A     | André Muff       |
| 10 | Brasile (bandiera)       | A     | Eduardo          |
| 11 | Brasile (bandiera)       | A     | Rogério          |
| 13 | Svizzera (bandiera)      | D     | Luca Denicolá    |
| 15 | Svizzera (bandiera)      | C     | Ricardo Cabanas  |

| N. |                                | Ruolo | Calciatore           |
| -- | ------------------------------ | ----- | -------------------- |
| 17 | Svizzera (bandiera)            | D     | Christoph Spycher    |
| 18 | Svizzera (bandiera)            | P     | Eldin Jakupović      |
| 19 | Portogallo (bandiera)          | C     | Carlos da Silva      |
| 20 | Bielorussia (bandiera)         | A     | Vjačaslaŭ Hleb       |
| 22 | Sierra Leone (bandiera)        | A     | Sahr Senesie         |
| 23 | Svizzera (bandiera)            | D     | Stephan Lichtsteiner |
| 24 | Haiti (bandiera)               | D     | Kim Jaggy            |
| 26 | Macedonia del Nord (bandiera)  | D     | Aleksandar Mitreski  |
| 27 | Svizzera (bandiera)            | A     | Antonio Aiello       |
| 28 | Svizzera (bandiera)            | D     | Marc Lütolf          |
| 29 | Svizzera (bandiera)            | D     | Scott Sutter         |
| 35 | Serbia e Montenegro (bandiera) | C     | Vero Salatic         |

## Organigramma societario
Area tecnica
- Allenatore: Hanspeter Latour
- Allenatore in seconda:
- Preparatore dei portieri: Stephan Lehmann
- Preparatori atletici:

## Calciomercato

### Sessione estiva
| Acquisti | Acquisti          | Acquisti     | Acquisti |
| R.       | Nome              | da           | Modalità |
| -------- | ----------------- | ------------ | -------- |
| P        | Marco Ambrosio    | Chelsea      |          |
| C        | Javier Villarreal | Boca Juniors |          |
| C        | Tariq Chihab      | Zurigo       |          |
| A        | André Muff        | Zurigo       |          |
| A        | Rogério           | Wil          |          |
| C        | Gerardo Seoane    | Aarau        |          |
| D        | Igors Stepanovs   | KSK Beveren  |          |

| Cessioni | Cessioni        | Cessioni           | Cessioni |
| R.       | Nome            | a                  | Modalità |
| -------- | --------------- | ------------------ | -------- |
| C        | Reto Ziegler    | Tottenham          |          |
| C        | Allmir Ademi    | Sciaffusa          |          |
| D        | Haris Avdic     | Lucerna            |          |
| P        | Fabrice Borer   | Sion               |          |
| C        | Manuel Bühler   | Sion               |          |
| D        | Fernando Gamboa | Argentinos Juniors |          |
| A        | Ionel Gane      | FCU Craiova        |          |
| C        | Martín Ligüera  | Nacional           |          |
| A        | Miloš Malenović | Wohlen             |          |
| A        | Femi Opabunmi   | Hapoel Be'er Sheva |          |
| A        | Mladen Petrić   | Basilea            |          |
| D        | Rijat Shala     | Salernitana        |          |
| C        | Mihai Tararache | Zurigo             |          |

### Sessione invernale
| Acquisti | Acquisti       | Acquisti          | Acquisti |
| R.       | Nome           | da                | Modalità |
| -------- | -------------- | ----------------- | -------- |
| A        | Vjačaslaŭ Hleb | Amburgo           |          |
| A        | Sahr Senesie   | Borussia Dortmund |          |
| D        | Igor Hürlimann | Baden             |          |

| Cessioni | Cessioni          | Cessioni        | Cessioni |
| R.       | Nome              | a               | Modalità |
| -------- | ----------------- | --------------- | -------- |
| C        | Richard Núñez     | Atlético Madrid |          |
| P        | Marco Ambrosio    | Salernitana     |          |
| C        | Stefan Kohler     | Winterthur      |          |
| C        | Javier Villarreal | Colón (SF)      |          |

## Risultati

### Super League

#### Prima fase, girone di andata
| Arbitro: | Petignat |

|         |           |           |
| Muff 9’ | Marcatori | 11’ Gygax |

| Arbitro: | Nobs |

|                    |           |                       |
| Kader 7’ Merino 8’ | Marcatori | 51’ Touré 66’ Rogério |

| Arbitro: | Bertolini |

|             |           |           |
| Häberli 41’ | Marcatori | 24’ Touré |

| Arbitro: | Zimmermann |

|             |           |  |
| Rogério 41’ | Marcatori |  |

| San Gallo 15 agosto 2004, ore 16:00 CEST 5ª giornata | San Gallo | 0 – 0 referto | Grasshoppers | Stadio Espenmoos (10 500 spett.)\| Arbitro: \| Meier \| |
| Arbitro:                                             | Meier     |               |              |                                                         |

| Arbitro: | Busacca |

|                     |           |         |
| Seoane 7’ Touré 65’ | Marcatori | 41’ Rey |

| Zurigo 28 agosto 2004, ore 19:30 CEST 7ª giornata | Grasshoppers | 0 – 0 referto | Thun | Hardturm (5 500 spett.)\| Arbitro: \| Leuba \| |
| Arbitro:                                          | Leuba        |               |      |                                                |

| Arbitro: | Laperrière |

|                                                                            |           |             |
| Delgado 21’ Giménez 32’, 43’, 45’, 58’ Petrić 37’ Mesbah 86’ Carignano 89’ | Marcatori | 73’ Rogério |

| Arbitro: | Wildhaber |

|           |           |               |
| Núñez 40’ | Marcatori | 66’ Giallanza |

#### Prima fase, girone di ritorno
| Arbitro: | Etter |

|                     |           |  |
| Keita 32’ Cesar 80’ | Marcatori |  |

| Arbitro: | Zimmermann |

|  |           |                         |
|  | Marcatori | 14’ Balthazar 90’ Kader |

| Arbitro: | Salm |

|  |           |               |
|  | Marcatori | 19’ Melunovic |

| Arbitro: | Kever |

|                    |           |               |
| Pesenti 67’ (rig.) | Marcatori | 7’, 29’ Núñez |

| Zurigo 7 novembre 2004, ore 16:00 CET 14ª giornata | Grasshoppers | 0 – 0 referto | San Gallo | Hardturm (7 900 spett.)\| Arbitro: \| Petignat \| |
| Arbitro:                                           | Petignat     |               |           |                                                   |

| Arbitro: | Nobs |

|                          |           |  |
| Margairaz 19’ M'Futi 80’ | Marcatori |  |

| Arbitro: | Salm |

|  |           |           |
|  | Marcatori | 90’ Touré |

| Arbitro: | Wildhaber |

|                    |           |                                         |
| Muff 48’ Núñez 66’ | Marcatori | 16’ Chipperfield 20’ Giménez 41’ Huggel |

| Arbitro: | Busacca |

|              |           |                     |
| Paulinho 87’ | Marcatori | 67’ Núñez 78’ Touré |

#### Seconda fase, girone di andata
| 19ª giornata |  | – turno di riposo |  |  |

| Arbitro: | Circhetta |

|             |           |          |
| Rogério 25’ | Marcatori | 35’ Neri |

| Arbitro: | Circhetta |

|                                       |           |  |
| Eduardo 52’, 71’ Muff 55’ Cabanas 76’ | Marcatori |  |

| Arbitro: | Busacca |

|                                                        |           |          |
| Carignano 26’ Giménez 53’ (rig.) Zwyssig 58’ Rossi 87’ | Marcatori | 19’ Muff |

| Arbitro: | Nobs |

|             |           |         |
| Cabanas 44’ | Marcatori | 80’ Rey |

| Arbitro: | Laperrière |

|             |           |  |
| Eduardo 34’ | Marcatori |  |

| Arbitro: | Stuchlik |

|                         |           |                                      |
| Giallanza 32’ Bieli 74’ | Marcatori | 3’ Lichtsteiner 16’ Muff 90’ Cabanas |

| Arbitro: | Wildhaber |

|                                  |           |          |
| Cabanas 53’ Rogério 56’ Muff 90’ | Marcatori | 22’ Senn |

| Arbitro: | Rogalla |

|          |           |              |
| Ilie 64’ | Marcatori | 56’ Mitreski |

#### Seconda fase, girone di ritorno
| Arbitro: | Bertolini |

|             |           |          |
| Eduardo 78’ | Marcatori | 8’ Keita |

| Arbitro: | Petignat |

|                      |           |                            |
| Yasar 80’ Santos 89’ | Marcatori | 45’ Lichtsteiner 75’ Silva |

| Arbitro: | Salm |

|            |           |           |
| Seoane 29’ | Marcatori | 55’ Inler |

| Arbitro: | Leuba |

|                             |           |                                                              |
| Renggli 26’ Lustrinelli 86’ | Marcatori | 3’ Rogério 16’, 54’ Eduardo 33’ Hürlimann 61’ (rig.) Cabanas |

| Arbitro: | Grossen |

|         |           |                         |
| Rey 39’ | Marcatori | 80’ Rogério 90’ Cabanas |

| 33ª giornata |  | – turno di riposo |  |  |

| Arbitro: | Laperrière |

|                                                |           |                         |
| Chapuisat 39’ (rig.) Häberli 41’ Steinsson 52’ | Marcatori | 83’ Spycher 90’ Cabanas |

| Arbitro: | Tudor |

|                                             |           |             |
| Rogério 7’ Cabanas 29’ Chihab 42’ Touré 86’ | Marcatori | 72’ Delgado |

| Arbitro: | Nobs |

|                                    |           |                             |
| Stepanovs 8’ (aut.) Lopez 12’, 70’ | Marcatori | 40’, 65’ Chihab 59’ Rogério |

### Coppa Svizzera
| 18 settembre 2004, ore 14:30 CEST Primo turno | Inter Club Zurigo | 0 – 7 | Grasshoppers |  |

| 24 ottobre 2004, ore 14:30 CEST Secondo turno | Bellinzona           | ? – ? | Grasshoppers |  |
| \| \| \| \| \| \| Tiri di rigore 6 – 5 \| \|  |                      |       |              |  |
|                                               |                      |       |              |  |
|                                               | Tiri di rigore 6 – 5 |       |              |  |

## Statistiche

### Statistiche di squadra
| Competizione   | Punti | In casa | In casa | In casa | In casa | In casa | In casa | In trasferta | In trasferta | In trasferta | In trasferta | In trasferta | In trasferta | Totale | Totale | Totale | Totale | Totale | Totale | DR |
| Competizione   | Punti | G       | V       | N       | P       | Gf      | Gs      | G            | V            | N            | P            | Gf           | Gs           | G      | V      | N      | P      | Gf     | Gs     | DR |
| -------------- | ----- | ------- | ------- | ------- | ------- | ------- | ------- | ------------ | ------------ | ------------ | ------------ | ------------ | ------------ | ------ | ------ | ------ | ------ | ------ | ------ | -- |
| Super League   | 50    | 17      | 6       | 8       | 3       | 23      | 15      | 17           | 6            | 6            | 5            | 28           | 35           | 34     | 12     | 14     | 8      | 51     | 50     | +1 |
| Coppa Svizzera | -     | 0       | 0       | 0       | 0       | 0       | 0       | 2            | 1            | 1            | 0            | 7            | 0            | 2      | 1      | 1      | 0      | 7      | 0      | +7 |
| Totale         | 50    | 17      | 6       | 8       | 3       | 23      | 15      | 19           | 7            | 7            | 5            | 35           | 35           | 36     | 13     | 15     | 8      | 58     | 50     | +8 |

### Andamento in campionato
| Giornata  | 1 | 2 | 3 | 4 | 5 | 6 | 7 | 8 | 9 | 10 | 11 | 12 | 13 | 14 | 15 | 16 | 17 | 18 | 19 | 20 | 21 | 22 | 23 | 24 | 25 | 26 | 27 | 28 | 29 | 30 | 31 | 32 | 33 | 34 | 35 | 36 |
| --------- | - | - | - | - | - | - | - | - | - | -- | -- | -- | -- | -- | -- | -- | -- | -- | -- | -- | -- | -- | -- | -- | -- | -- | -- | -- | -- | -- | -- | -- | -- | -- | -- | -- |
| Luogo     | C | T | T | C | T | C | C | T | C | T  | C  | C  | T  | C  | T  | T  | C  | T  |    | C  | C  | T  | C  | C  | T  | C  | T  | C  | T  | C  | T  | T  |    | T  | C  | T  |
| Risultato | N | N | N | V | N | V | N | P | N | P  | P  | P  | V  | N  | P  | V  | P  | V  |    | N  | V  | P  | N  | V  | V  | V  | N  | N  | N  | N  | V  | V  |    | P  | V  | N  |
| Posizione | 5 | 5 | 7 | 4 | 4 | 3 | 3 | 4 | 5 | 6  | 7  | 8  | 7  | 7  | 7  | 7  | 8  | 7  | 8  | 7  | 6  | 6  | 6  | 6  | 6  | 5  | 4  | 4  | 3  | 3  | 3  | 3  | 3  | 3  | 3  | 3  |

Legenda:

Luogo: C = Casa; T = Trasferta. Risultato: V = Vittoria; N = Pareggio; P = Sconfitta.

### Statistiche dei giocatori
| A. Aiello       | 1  | 0 | 0 | 0 |
| M. Ambrosio     | 14 | 0 | 0 | 1 |
| R. Cabanas      | 29 | 8 | 7 | 1 |
| P. Castillo     | 9  | 0 | 2 | 0 |
| T. Chihab       | 32 | 3 | 6 | 1 |
| L. Denicolá     | 18 | 0 | 0 | 0 |
| E. Eduardo      | 12 | 6 | 1 | 0 |
| V. Hleb         | 8  | 0 | 1 | 0 |
| I. Hürlimann    | 2  | 1 | 0 | 0 |
| K. Jaggy        | 30 | 0 | 4 | 0 |
| E. Jakupović    | 13 | 0 | 1 | 0 |
| P. Jehle        | 8  | 0 | 0 | 0 |
| S. Lichtsteiner | 27 | 2 | 7 | 0 |
| M. Lütolf       | 1  | 0 | 0 | 0 |
| A. Mitreski     | 27 | 1 | 6 | 1 |
| A. Muff         | 21 | 6 | 6 | 1 |
| R. Núñez        | 13 | 5 | 2 | 0 |
| R. Rogério      | 28 | 9 | 3 | 1 |
| V. Salatic      | 32 | 0 | 5 | 0 |
| R. Schwegler    | 0  | 0 | 0 | 0 |
| S. Senesie      | 6  | 0 | 0 | 0 |
| G. Seoane       | 19 | 2 | 2 | 1 |
| C. Silva        | 13 | 1 | 1 | 0 |
| C. Spycher      | 25 | 1 | 6 | 0 |
| I. Stepanovs    | 23 | 0 | 4 | 1 |
| S. Sutter       | 1  | 0 | 0 | 0 |
| D. Touré        | 26 | 6 | 3 | 0 |
| J. Villarreal   | 13 | 0 | 2 | 1 |
| R. Ziegler      | 3  | 0 | 1 | 0 |